# Brissac-Loire-Aubance
Brissac-Loire-Aubance – gmina we Francji, w regionie Kraj Loary, w departamencie Maine i Loara. W 2013 roku liczba ludności wynosiła 10 714 mieszkańców.
Gmina została utworzona 15 grudnia 2016 roku z połączenia 10 ówczesnych gmin: Les Alleuds, Brissac-Quincé, Charcé-Saint-Ellier-sur-Aubance, Chemellier, Coutures, Luigné, Saint-Rémy-la-Varenne, Saint-Saturnin-sur-Loire, Saulgé-l’Hôpital oraz Vauchrétien. Siedzibą gminy została miejscowość Brissac-Quincé.